# 真弓鑵子塚古墳
真弓鑵子塚古墳（まゆみかんすづかこふん）は、奈良県高市郡明日香村真弓にある古墳。形状は円墳。史跡指定はされていない。

## 概要
奈良盆地南縁、越岡丘陵の越峠から北西に延びる一支尾根の先端部において、丘陵を大規模に造成して築造された大型円墳である。近年に発掘調査が実施されている。
墳形は円形で、直径約40メートル・高さ約8メートルを測る。墳丘は2段築成で、岩盤を削り出して造成したのち盛土によって構築される。埋葬施設は片袖式の横穴式石室で、南方向に開口する。玄室の南北に羨道状施設を付す特異な形態の石室であり、石材の急な持ち送りによって天井がドーム状を呈する点でも特徴を示す。石室内からは、副葬品として刀装具・玉類・馬具・鉄鏃・須恵器・土師器などが検出されている。
築造時期は、古墳時代後期の6世紀中葉ごろと推定される。一帯では、同様のドーム状天井の横穴式石室として与楽カンジョ古墳・与楽鑵子塚古墳などが所在するほか、ミニチュア炊飯具など渡来系遺物がスズミ1号墳・与楽古墳群・寺崎白壁塚古墳などから出土しており、本古墳もまた渡来系氏族（特に東漢氏一族）の墓と推測される。

## 遺跡歴
- 1913年（大正2年）、奈良県史蹟調査会による調査（1915年に報告）[3]。
- 大正時代刊行の『高市郡古墳誌』に記述[1]。
- 1962年（昭和37年）11月、石室実測調査（末永雅雄ら後期古墳研究会）。
- 範囲確認調査（明日香村教育委員会、2010年に報告書刊行）。

## 埋葬施設

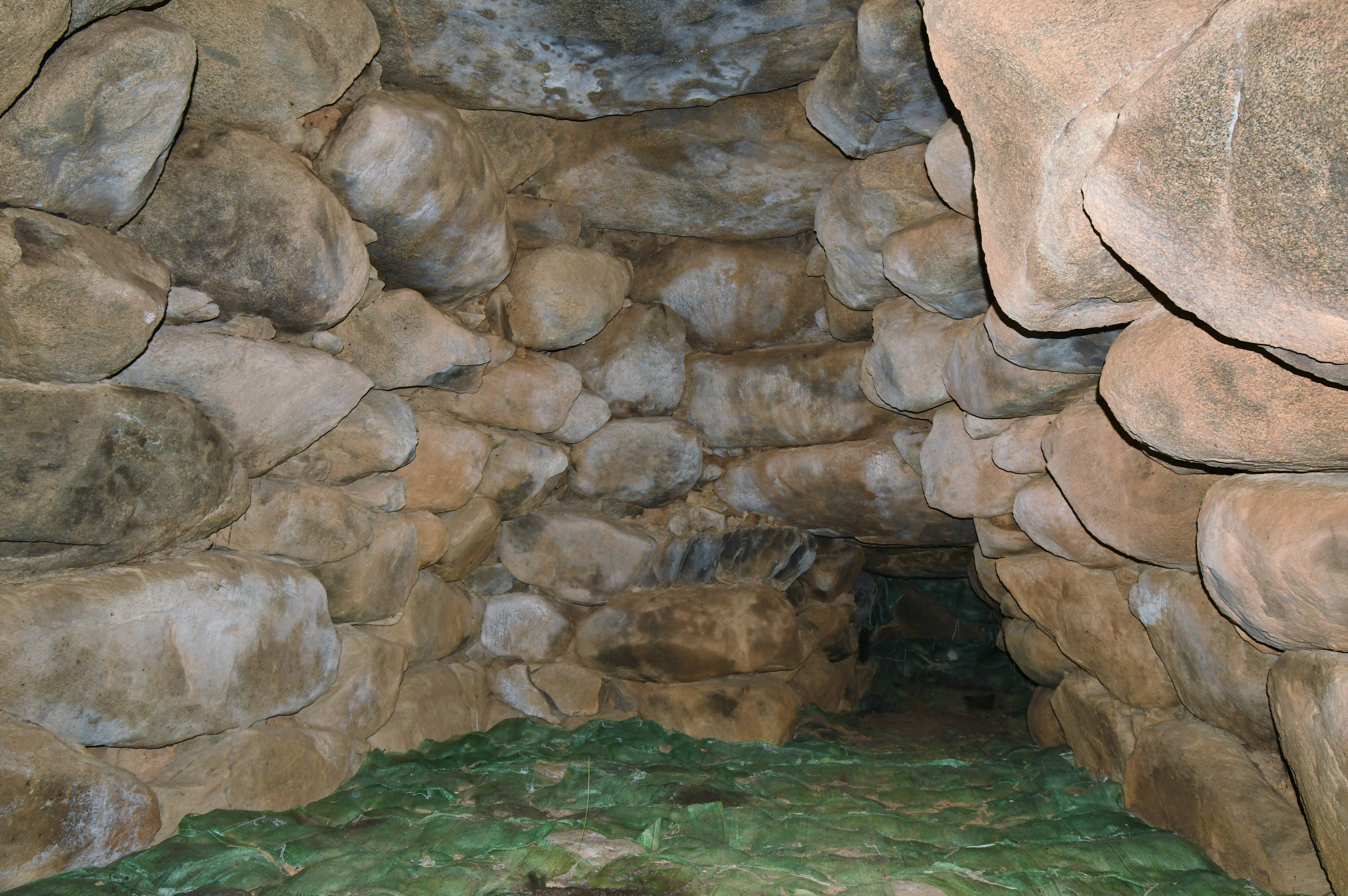
石室 玄室（北方向）

埋葬施設としては片袖式横穴式石室が構築されており、南方向に開口する。石室の規模は次の通り。
- 石室全長：17.8メートル（または19メートル以上[1]）
- 奥室：長さ3.7メートル、幅2.2メートル、高さ2.2-2.4メートル
- 玄室：長さ6.5メートル、幅4.3メートル、高さ4.3メートル
- 羨道：長さ6.6メートル、幅2-2.2メートル、高さ2.2メートル

石室の平面形は、玄室の南北に羨道状施設を付す特異な形態であり、類例としては市尾墓山古墳（高取町）が知られる。かつては1玄室2羨道とする説もあったが、近年では北側の施設は奥室と解される。
石室の石材は石英閃緑岩の巨石で、壁面は6-7段積みによって構築される。特に3段目以上は急激に持ち送っており、天井はドーム状（穹窿状）を呈する。天井石は3枚。石室の床面には、幅約30センチメートル・深さ約7センチメートルの排水溝が認められる。また羨道部では人頭大の石材の閉塞石が認められる。
石室内の調査では、鉄釘・凝灰岩片のほか、副葬品として銀象嵌刀装具・玉類・金銅製装飾金具・金銅製馬具・鉄鏃・須恵器・土師器が出土している。

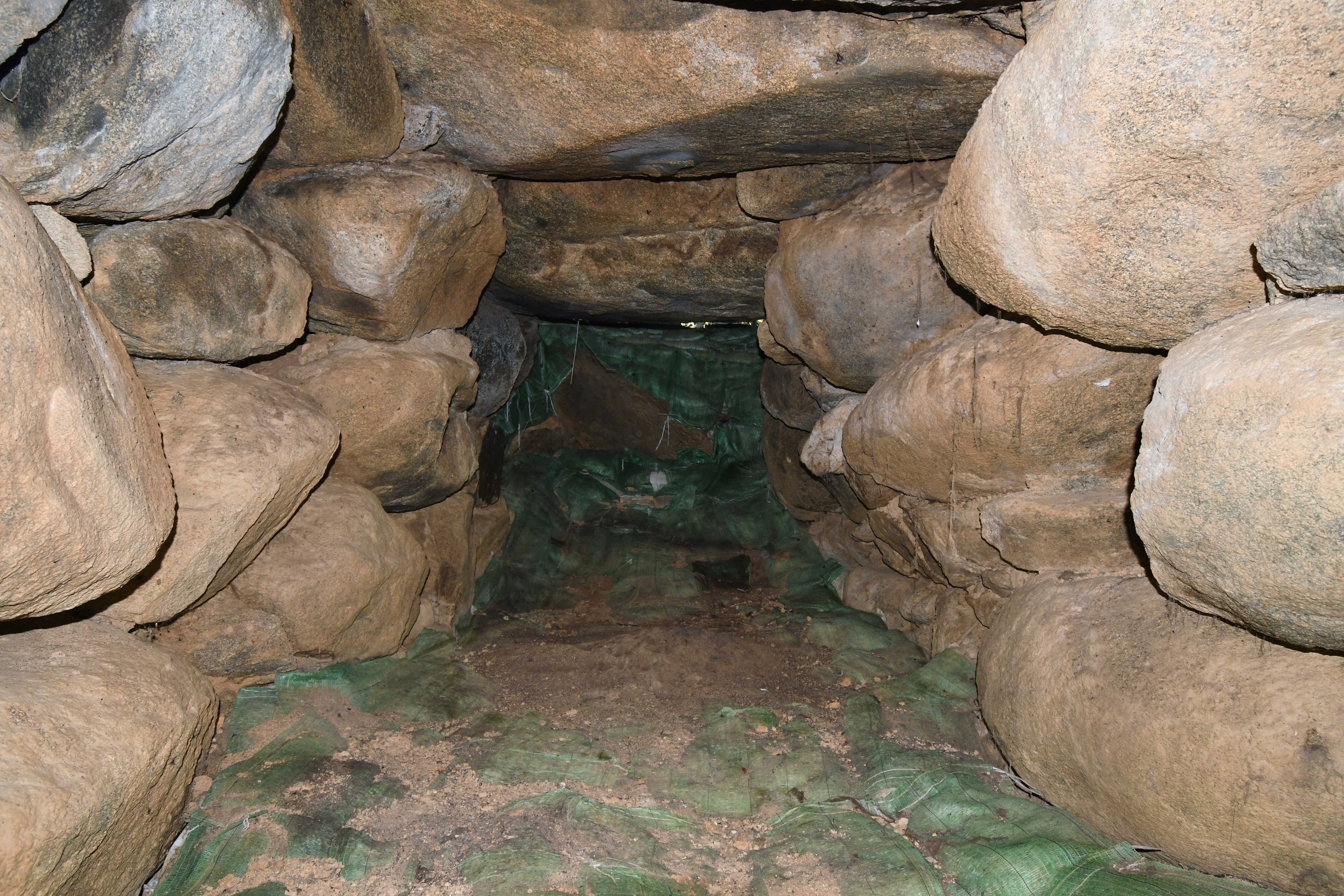
奥室（北方向）
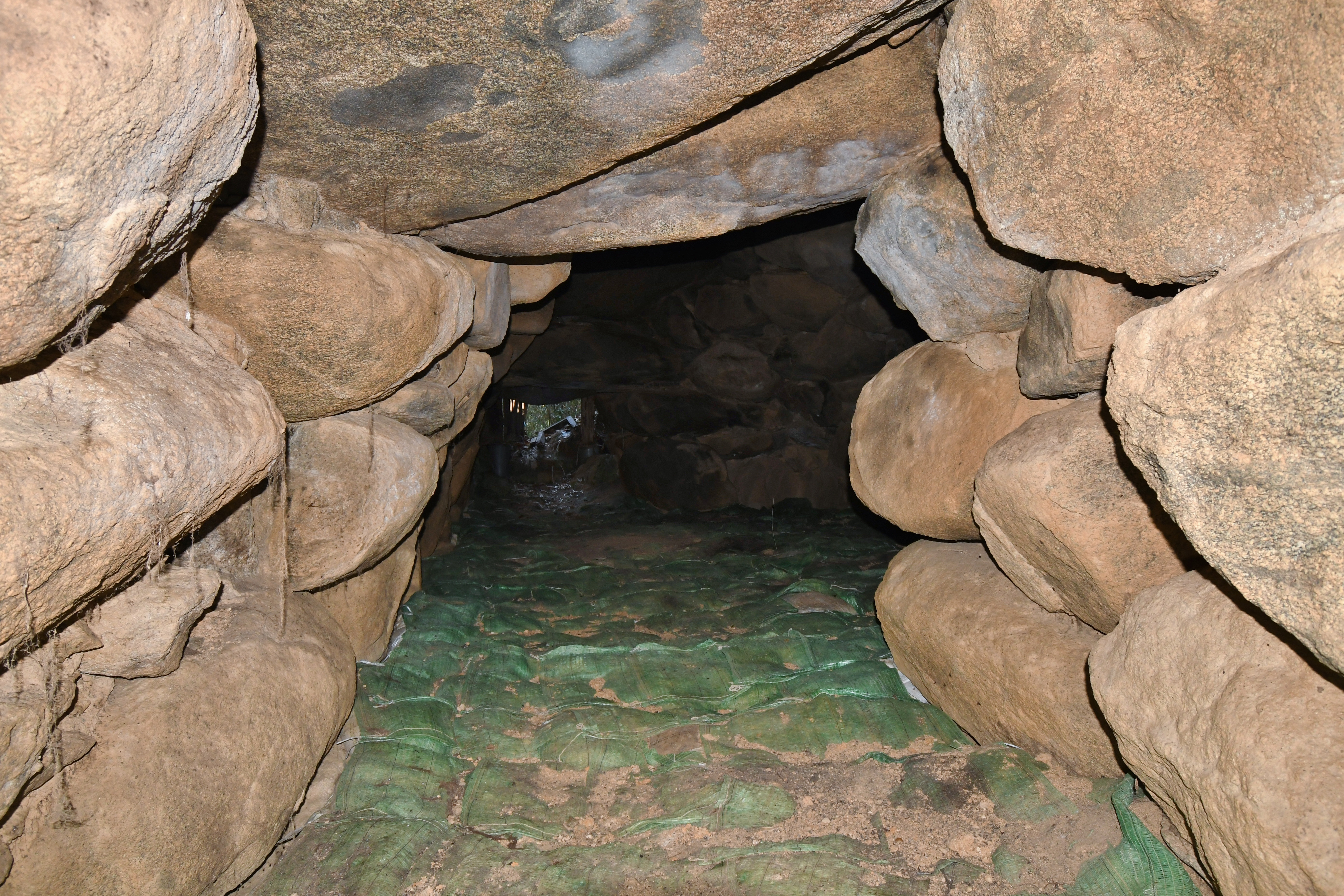
奥室（方向）
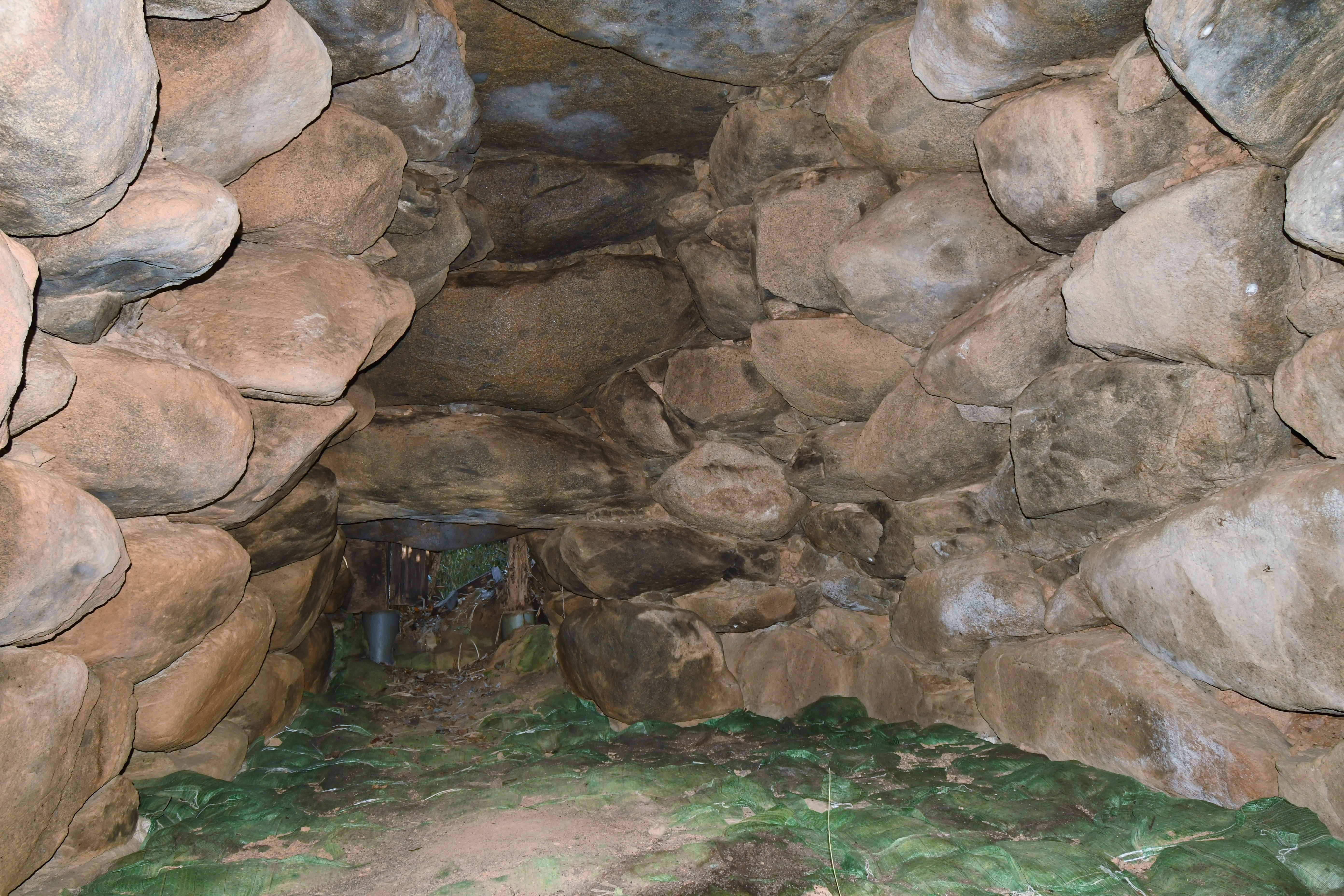
玄室（南方向）
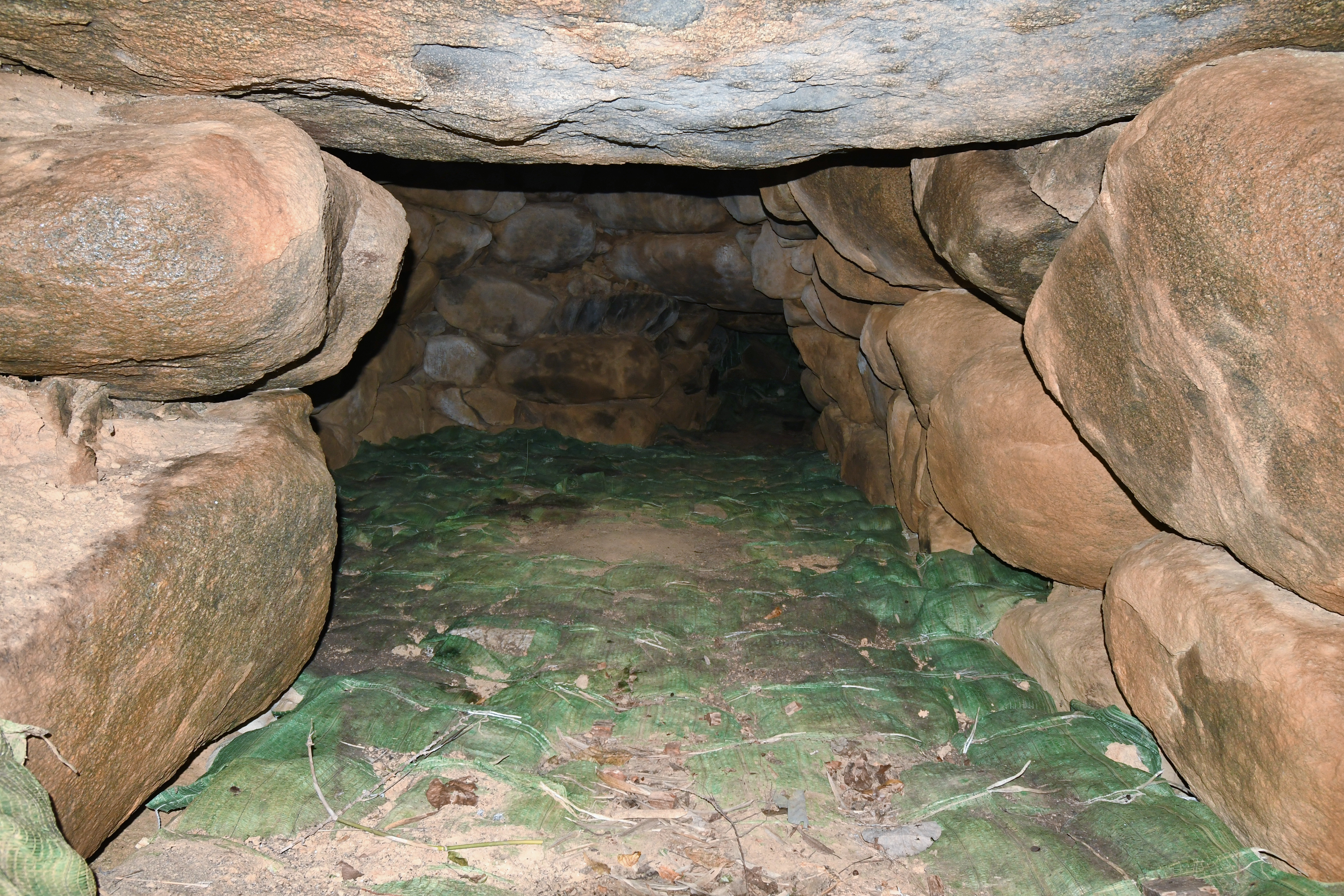
羨道（北方向）
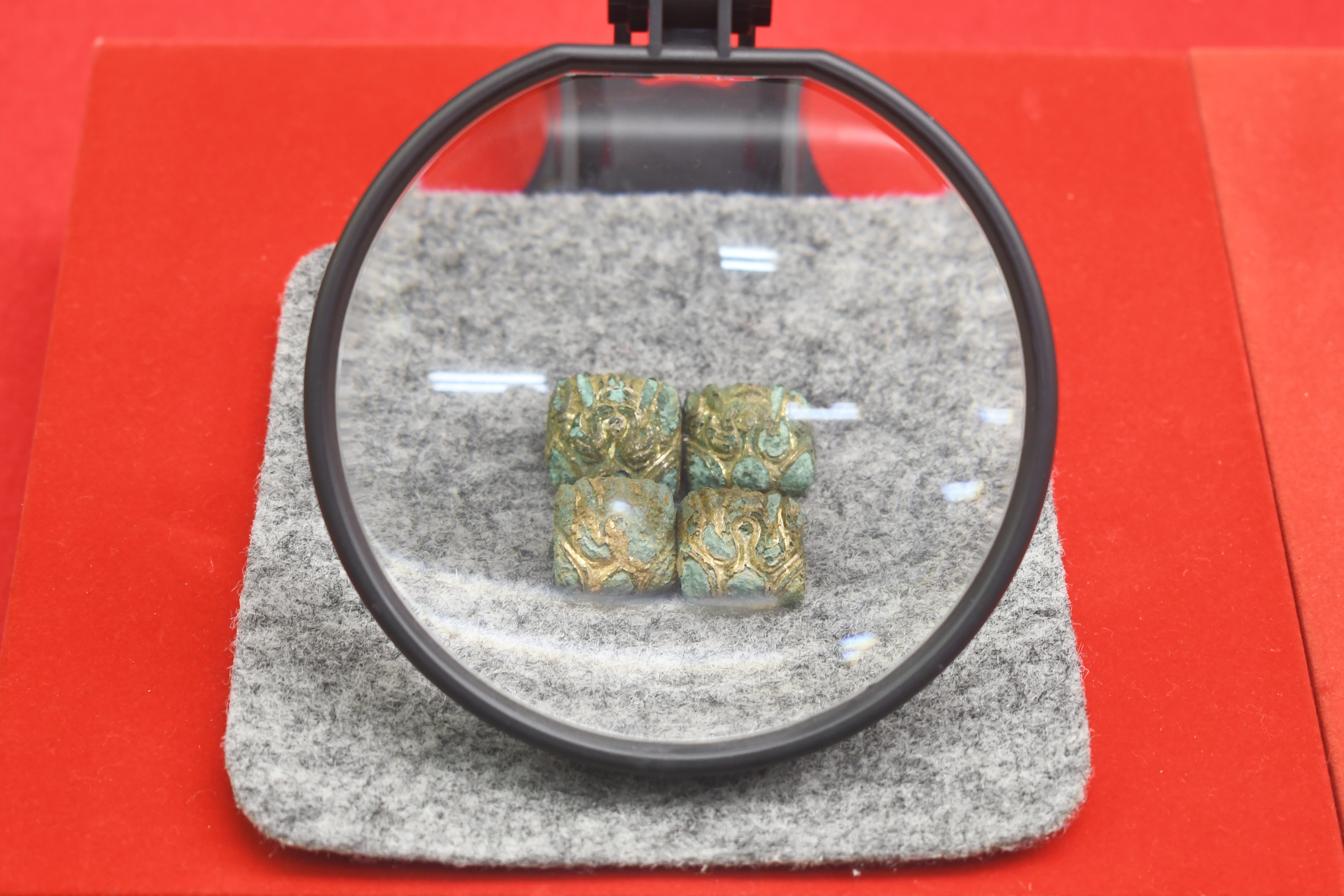
獣面飾金具 明日香村埋蔵文化財展示室展示。
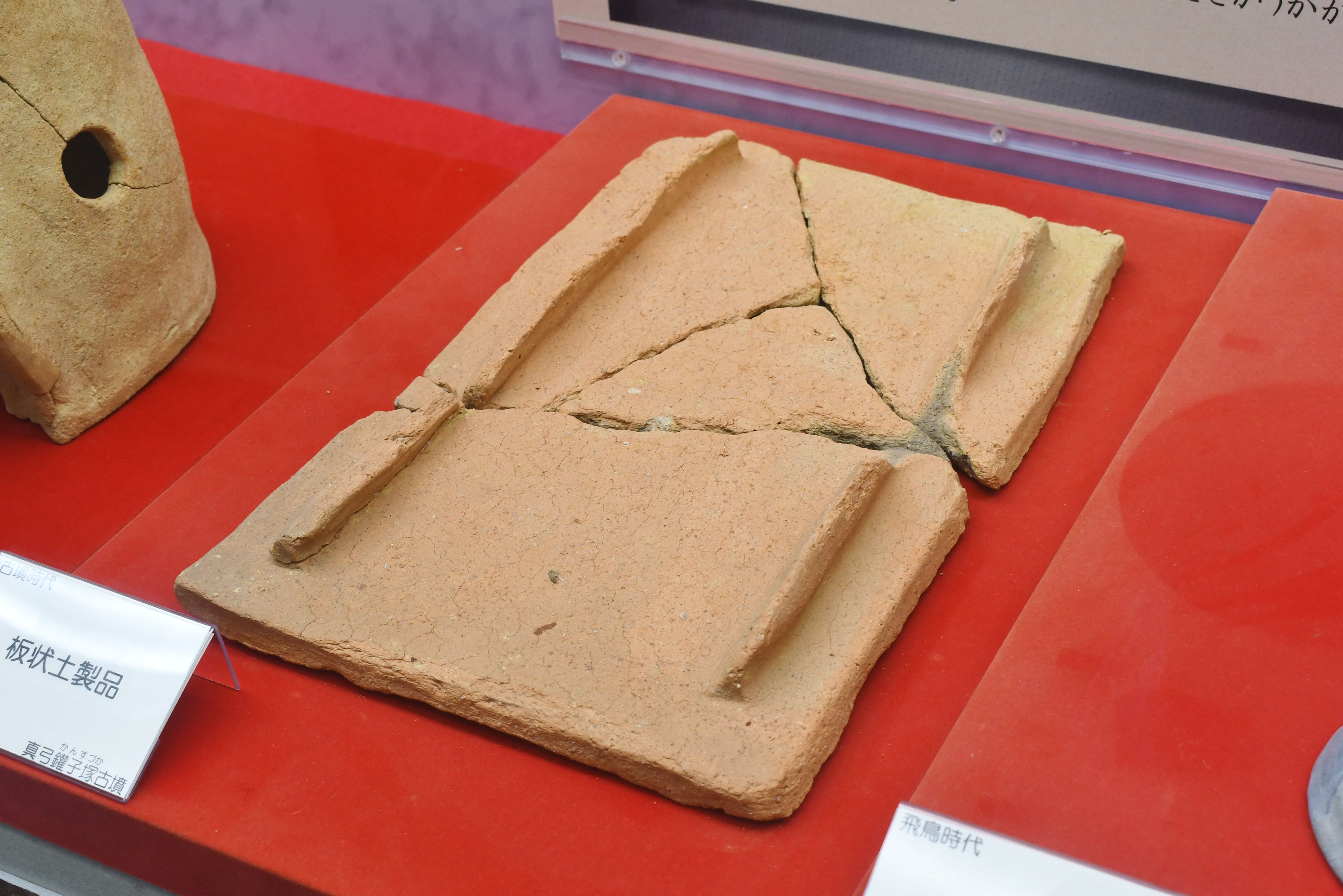
板状土製品 明日香村埋蔵文化財展示室展示。

## 関連施設
- 明日香村埋蔵文化財展示室（明日香村飛鳥） - 真弓鑵子塚古墳の出土品を保管・展示。

## 関連文献
（記事執筆に使用していない関連文献）
- 『真弓鑵子塚古墳発掘調査報告書 -飛鳥の穹窿状横穴式石室墳の調査-（明日香村文化財調査報告書 第7集）』明日香村教育委員会文化財課、2010年。